# Hemixantha monchroma
Hemixantha monchroma är en tvåvingeart som beskrevs av Willi Hennig 1937. Hemixantha monchroma ingår i släktet Hemixantha och familjen Richardiidae.
Artens utbredningsområde är Bolivia. Inga underarter finns listade i Catalogue of Life.